# Бранімір Штуліч
Бранімір "Джонні" Штуліч (хорв. Branimir Štulić) (11 квітня 1953, Скоп'є) хорватський рок-музикант, колишній вокаліст, гітарист та автор багатьох текстів загребського рок-гурту Azra.
Він знаний своєю харизматичною поведінкою під час концертів і надихаючі пісні, в яких найчастіше поєднюється рок-поезія та соціальний підтекст. 

## Біографія
Бранімір Штуліч народився у місті Скоп'є, столиці СР Македонії, де його батько - офіцер Югославської Народної Армії - проходив службу.
Оволодів гітарою з першого класу, а у 1970-х роках. Деякий час він навчався на філософському факультеті в Загребі, але залишив навчання. На початку 1970-х років заснував гурт Балкан севдах бенд, з яким він виконував кавери на Бітлз (The Beatles), народні пісні, а також свої власні перші композиції. Грали в акустиці. Згодом, під впливом панку та new vawe, Штулич змінив їхнє звучання, переробивши в електричну версію. У 1977 р. сформував нову групу під назвою Азра.
Перший однойменний альбом Азри вийшов у 1980 р. році і вважається одним з найсильніших дебютів в історії року Югославії. Разом з Азрою і сольно, записав 16 альбомів, багато з яких розійшлися тиражем понад сто тисяч примірників, а загальна кількість проданих альбомів перевищує кілька мільйонів екземплярів. З початку 1990-х років, живе в Утрехті, Нідерланди, і писав і перекладає грецьких класиків.

## Дискографія
Azra
- Azra - (Jugoton, 1980)
- Sunčana strana ulice (The Sunny side of the street) - (Double - Југотон, 1981)
- Ravno do dna (Straight to the bottom) - (Triple Live - Jugoton, 1982)
- Filigranski pločnici (The Filigree Sidewalks) - (Double - Jugoton, 1982)
- Kad fazani lete (When pheasants fly) - (Jugoton, 1983)
- Krivo srastanje (The Mistaken Sublimation) - (Jugoton, 1984)
- It Ain't Like the Movies At All  - (Triple - Diskoton, 1986)
- Između krajnosti (In Between Extremes) - (Jugoton, 1987)
- Zadovoljština (Satisfaction) - (Quadruple Live, 1988)

Сольні альбоми
- 1989. Balkanska rapsodija (Jugoton)
- 1990. Balegari ne vjeruju sreći (Jugoton)
- 1991. Sevdah za Paulu Horvat (Komuna1995.)
- 1995. Anali (Komuna)
- 1997. Blase (Hi Fi Centar)
- 2010. Ne pokaži da si ufitiljio (Plato)[1]

## Виноски
1. ↑  jutarnji.hr [Архівовано 9 жовтня 2012 у Wayback Machine.], "Johnny Štulić završio sabrana djela, izdaje i CD", 10. svibnja 2010., pristupljeno 25. lipnja 2011.